# The Clock
The Clock (El reloj/Campanas del destino) es una película estadounidense de 1945, protagonizada por Judy Garland y Robert Walker y dirigida por el futuro marido de Garland, Vincente Minnelli. Este fue el primer papel dramático de Garland, así como su primera película estelar en el que ella no cantaba.

## Argumento
Una chica conoce a un soldado en la Estación Central de Nueva York. El joven tiene un permiso de 24 horas, tiempo suficiente para enamorar a la muchacha y casarse con ella.

## Reparto
- Judy Garland como Alice Maybery.
- Robert Walker como Joe Allen.
- James Gleason como Al Henry.
- Keenan Wynn como el borracho.
- Marshall Thompson como Bill.
- Lucile Gleason como la Sra. Al Henry
- Ruth Brady como Helen.